# Iuechis
Os iuechis (em chinês: 月氏; romaniz.: Yuèzhī (pinyin) ou Yüeh4-chih1 (Wade–Giles)) foram um antigo povo descrito pela primeira vez nas histórias chinesas como pastores nômades que viviam extensa área de pastagem árida na parte ocidental da atual província de Gansu, durante o I milênio a.C. Após uma grande derrota para os Xiongnu em 176 a.C., se dividiram em dois grupos migrando em direções diferentes: os grandes (大月氏 Dà Yuèzhī) e pequenos iuechis (小 月氏, Xiǎo Yuèzhī).
Os grandes inicialmente migraram para o noroeste no vale do Ili (nas fronteiras modernas da China e do Cazaquistão), onde supostamente deslocaram populações sacas. Foram expulsos do Ili pelos usuns e migraram para o sul para Soguediana e mais tarde se estabeleceram em Báctria. Consequentemente, foram frequentemente identificados com povos descritos em fontes clássicas europeias como tendo invadido o Reino Greco-Báctrio, os tocários (em sânscrito: तुखार; romaniz.: Tukhāra; em grego clássico: Τοχάριοι; romaniz.: Tokhárioi) e ásios (em latim: asii; em grego clássico: asioi). Durante o século I a.C., uma das cinco principais tribos maiores em Báctria, os cuchanas (em chinês: 貴霜; romaniz.: Guìshuāng (pinyin)) começou a agregar as outras tribos e povos vizinhos. O subsequente Império Cuchana, em seu auge no século III, estendeu-se de Turfã na bacia do Tarim, no norte, até Pataliputra, na planície Indo-Gangética da Índia, no sul. Os cuchanas desempenharam papel importante no desenvolvimento do comércio na Rota da Seda e na introdução do Budismo na China.
Os iuechis menores migraram para o sul até a borda do Planalto Tibetano. Alguns teriam se estabelecido entre os chiangues em Chingai e se envolveram na Rebelião de Liangzhou (184–221). Outros teriam fundado a cidade estado de Cumuda, no Tarim Oriental. Um quarto grupo pode ter se tornado parte dos jiés de Xanxim, que criou Chao Posterior no século IV (apesar disso ser controverso).
Muitos estudiosos acreditam que os iuechis eram um povo indo-europeu. Embora alguns estudiosos os tenham ligado a artefatos de culturas extintas na bacia do Tarim, como as múmias do Tarim e textos que registram as línguas tocarianas, a evidência para tal ligação é puramente circunstancial.

## Primeiras referências em textos chineses
Três textos pré-Hã mencionam povos que parecem ser os iuechis, embora com nomes ligeiramente diferentes.
- O tratado filosófico Guanzi (73, 78, 80 e 81) menciona pastores nômades conhecidos como iuchis (em chinês: 禺氏; romaniz.: yúzhī (pinyin); em chinês antigo: *ŋʷjo-kje) ou niuchis (牛氏, niúzhī (pinyin); em chinês antigo: *ŋʷjə-kje), que forneciam jade aos chineses.[9][10] (Acredita-se agora que o Guanzi foi compilado por volta de 26 a.C., com base em textos mais antigos, incluindo alguns da era do Reino de Chi dos séculos XI a III a.C.. A maioria dos estudiosos não atribui mais sua autoria primária a Guan Zhong, um oficial de Chi no século VII a.C.[11]). A exportação de jade da bacia do Tarim, pelo menos desde o final do II milênio a.C., está bem documentada arqueologicamente. Por exemplo, centenas de peças de jade encontradas na tumba de Fu Hao (c. 1 200 a.C.) originaram-se da área de Cotã, na borda sul da bacia.[12]

- O romance épico Conto do Rei Mu, Filho do Céu (início do século IV a.C.) também menciona uma planície chamada Iuchi (禺知) a noroeste das terras Chou.[9]

- O capítulo 59 do Livro Perdido de Chou (provavelmente datando do século IV ao I a.C.) refere-se aos iuchis que viviam a noroeste do domínio Chou e ofereciam cavalos como tributo. Um suplemento tardio contém o nome iuedi (em chinês: 月氐; romaniz.: Yuèdī (pinyin); em chinês antigo: *ŋʷjat-tij), que pode ser um erro ortográfico do iuechi (月氏; yuèzhī (pinyin); chinês antigo: *ŋʷjat-kje) encontrado em textos posteriores.[9]

No século I a.C., Sima Chiã - amplamente considerado o fundador da historiografia chinesa - descreve como a dinastia Chim (221–206 a.C.) comprou jade e cavalos militares altamente valiosos de um povo que chamou de uchis (em chinês: 烏氏; romaniz.: Wūzhī (pinyin); chinês antigo: *ʔa-kje), liderado por um homem chamado Luo. Os uchis trocaram esses produtos por seda chinesa, que então venderam para outros vizinhos. Esta é provavelmente a primeira referência ao iuechis como um eixo central no comércio na Rota da Seda, que no século III a.C. começou a ligar os Estados chineses à Ásia Central e, eventualmente, ao Oriente Médio, Mediterrâneo e Europa.

### Artefatos em Gansu e Ninxiá (século V-IV a.C.)
Numerosos artefatos nômades são atribuídos às áreas do sul de Ninxiá e sudeste de Gansu durante o século V-IV a.C.. São bastante semelhantes aos trabalhos da cultura nômade de Ordos mais ao leste, e refletem fortes influências citas. Alguns desses artefatos foram sinicizados pelo Estado vizinho de Chim na China, provavelmente também para consumo nômade. Figuras nômades com narizes compridos montados em um camelo também aparecem regularmente no sul de Ninxiá a partir do século IV a.C..

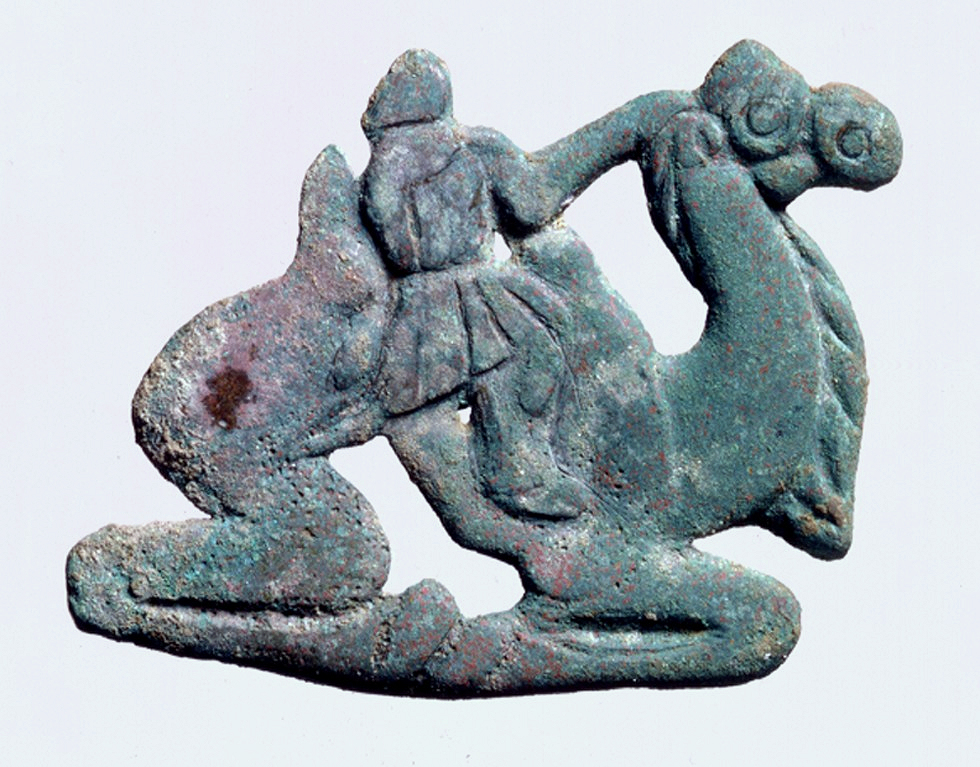
Figura nômade, tipicamente com um nariz comprido, em um camelo bactriano. Sul de Ninxiá, século IV a.C.
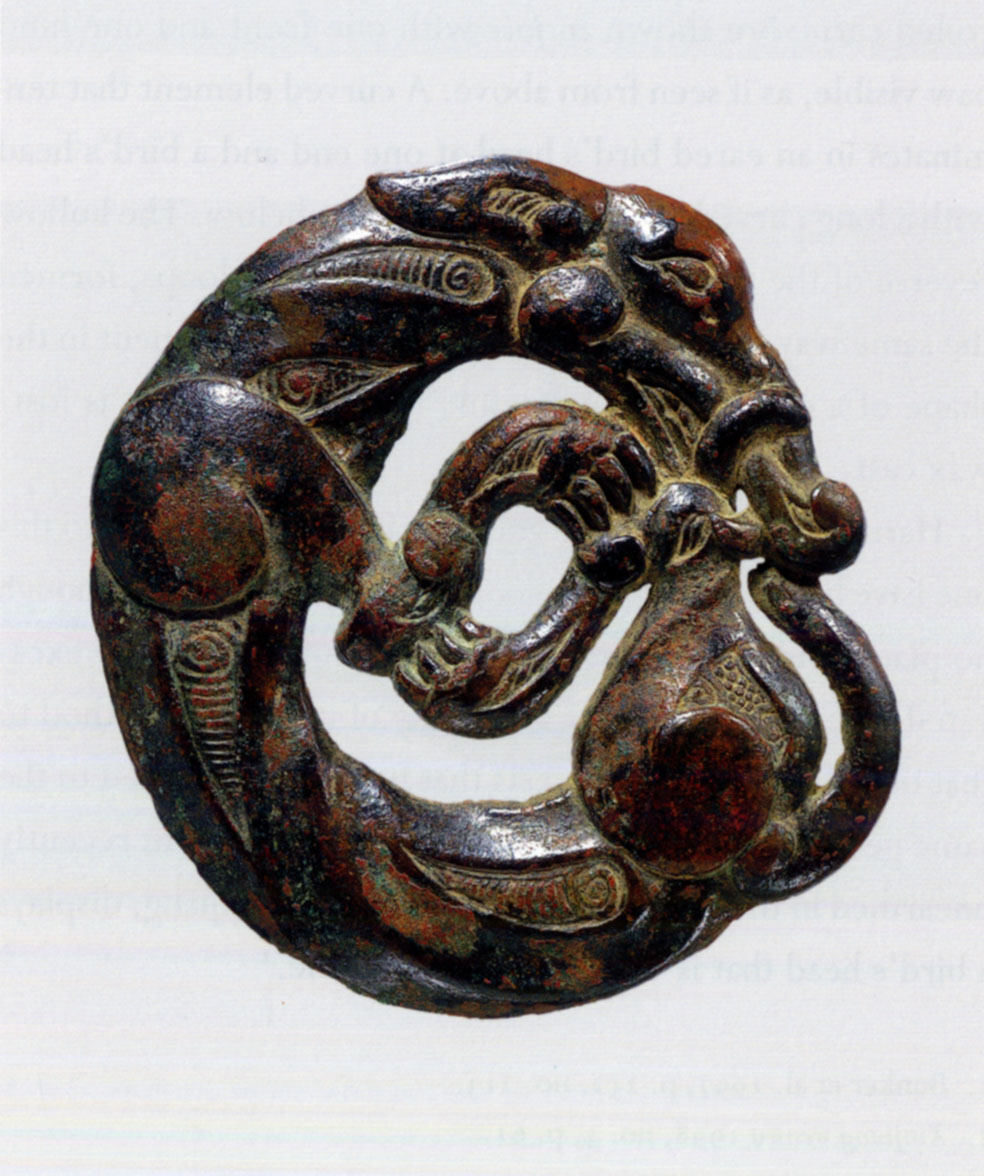
Arnês ornamento na forma de um lobo enrolado, característico de artefatos nômades do sul de Ninxiá e sudeste de Gansu, século V-IV a.C..
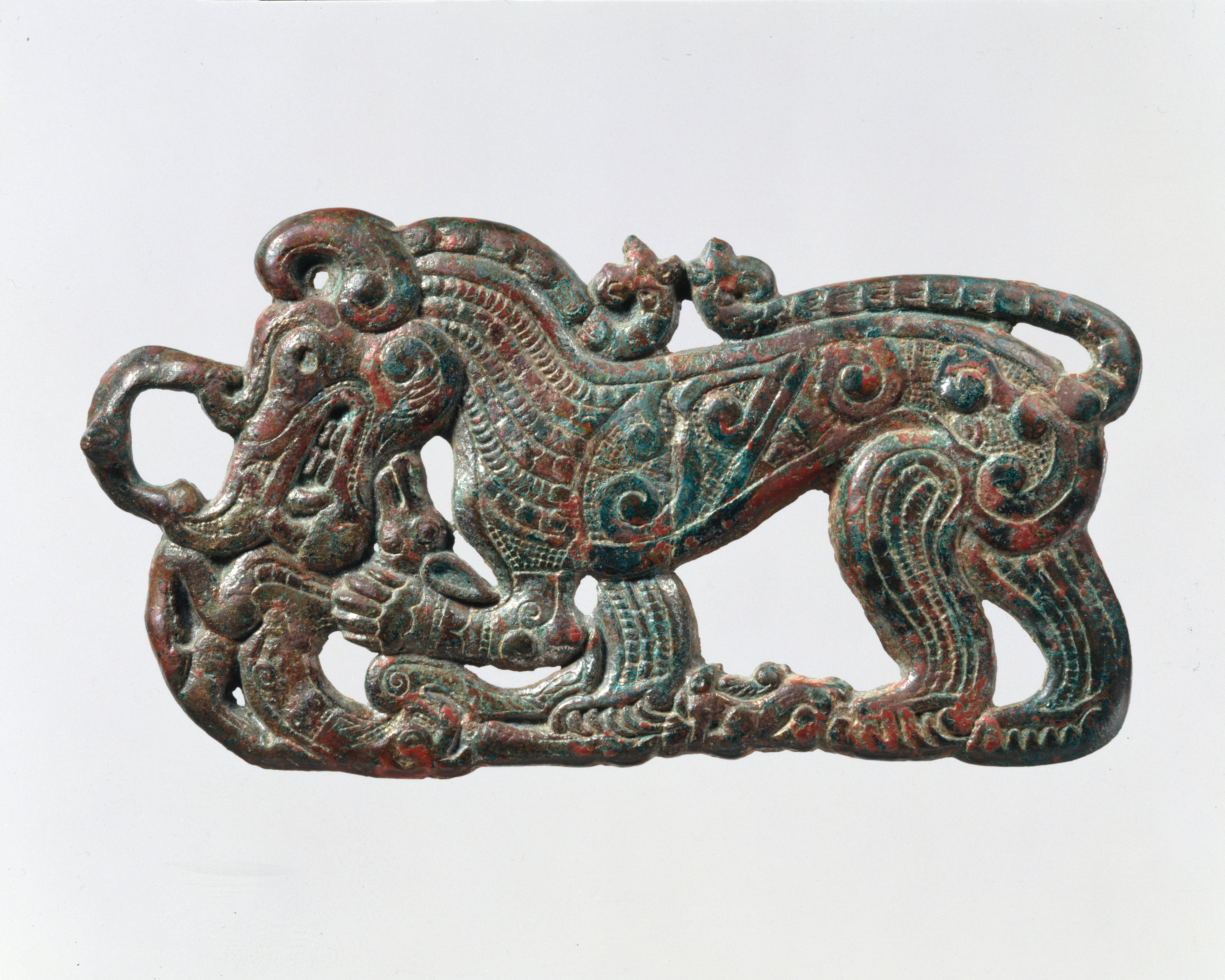
Placa de cinto em forma de lobo em pé relacionada aos estilos citas de Pazyryk; século IV a.C..

## Etimologia
Hakan Aydemir, professor assistente na Universidade Medeniyet de Istambul, reconstruiu o etnônimo * Arki ~ * Yarki que fundamentava as transcrições chinesas 月氏 (chinês antigo *ŋwat-tēɦ ~[ŋ]ʷat-tēɦ) e 月支 (chinês hã posterior *ŋyat-tśe), bem como várias outras transcrições estrangeiras e o etonônimo tocariano A Ārśi. Aydemir sugeriu que *Arki ~ *Yarki é etimologicamente indo-europeu.

## Relato de Changue Chiã
O primeiro relato detalhado dos iuechis é encontrado no capítulo 123 dos Registros do Grande Historiador de Sima Chiã, descrevendo uma missão de Changue Chiã no final do século II a.C.. Essencialmente, o mesmo texto aparece no capítulo 61 do Livro de Hã, embora Sima Chiã tenha acrescentado palavras e frases ocasionais para esclarecer o significado. Ambos os textos usam o nome Yuèzhī 月氏 (OC: *ŋʷjat-kje), composto de caracteres que significam "lua" e "clã", respectivamente. Várias romanizações diferentes desse nome em chinês apareceram impressas. O iranólogo H. W. Bailey preferiu Üe-ṭşi. Outra pronúncia chinesa moderna do nome é Ròuzhī, baseada na tese de que o caractere 月 no nome é um erro de escriba para 肉; no entanto Thierry considera esta tese "completamente errada".

### Iuechis e Xiongnu
O relato começa com os iuechis ocupando as pastagens a noroeste da China no início do século II a.C.:
O Grande Iuechi era uma horda nômade. Se moviam seguindo seu gado e tinham os mesmos costumes dos Xiongnu. Como seus soldados somavam mais de cem mil, eram fortes e desprezavam os Xiongnu. No passado, viviam na região entre Dunhuang e Qilian. 61
A área entre as montanhas Qilian e Dunhuang fica na parte ocidental da moderna província chinesa de Gansu, mas nenhum vestígio arqueológico dos iuechis foi encontrado nesta área. Alguns estudiosos argumentaram que "Dunhuang" deveria ser Dunhong, uma montanha no Tião Chão, e que Qilian deveria ser interpretado como um nome para o Tião Chão. Assim, colocaram a pátria original dos iuechis mil quilômetros mais a noroeste, nas pastagens ao norte de Tião Chão (na parte norte da moderna Sinquião). Outros autores sugerem que a área identificada por Sima Chiã era meramente a área central de um império que englobava a parte ocidental da planície mongol, a trechos superiores do rio Amarelo, a bacia do Tarim e possivelmente grande parte da Ásia Central, incluindo as montanhas Altai, o local dos sepultamentos de Pazirique do planalto de Ucoque.
As fontes chinesas afirmavam que os iuechis viviam junto aos usuns entre as montanhas Qilian e Dunhuang (Gansu). No final do século III, o monarca Xiongnu Toumã enviou seu filho mais velho Modu aos iuechis como refém para removê-lo da sucessão e os atacou com a intenção de que, em retaliação, ele fosse assassinado. Modu conseguiu escapar desse destino roubando um cavalo rápido e voltou aos Xiongnu, que o acolheram como herói. Por volta de 210-200 a.C., o príncipe Modu tornou-se líder dos Xiongnu e conquistou a planície mongol, subjugando vários povos. Por volta de 176 a.C., Modu lançou um ataque feroz contra os iuechis. O filho de Modu, Laoshang (r. 174–166 a.C.), posteriormente matou o rei dos iuechis e, de acordo com as tradições nômades, "fez um copo com seu crânio". (Xiji 123).

### Êxodo dos grandes iuechis
Após a derrota para os Xiongnu, os iuechis se dividiram em dois grupos. Os pequenos iuechis (Xiao Yuezhi) mudaram-se às "montanhas do sul", que se acredita serem as Montanhas Qilian, na borda do Planalto Tibetano, para viver com os chiangues. Por volta de 173 a.C., os iuechis atacaram os usuns, na época uma nação pequena, matando seu rei Nandoumi. Os chamados grandes iuechis (Dà Yuèzhī, 大月氏) começaram a migrar ao noroeste por volta de 165 a.C., estabelecendo-se primeiro no vale de Ili, na área de Chetisu e Zungária, imediatamente ao norte das montanhas Tião Chão, onde derrotaram os sacas: “Os iuechis atacaram o rei dos sai [sacas] que se moveu uma distância considerável ao sul e os iuechis então ocuparam suas terras” (Livro de Hã 61 4B). Este foi “o primeiro movimento historicamente registrado de povos originários dos planaltos da Ásia”. Após a retirada de iuechis, os usuns estabeleceram a moderna província de Gansu, no vale do Wushui-he, como vassalos dos Xiongnu. Em 132 a.C., os usuns, em aliança com os Xiongnu e como vingança de um conflito anterior, conseguiram novamente desalojar os iuechis do vale do Ili, forçando-os a mover-se para sudoeste. Eles passaram pela civilização urbana vizinha de Daiuã (em Fergana) e se estabeleceram na margem norte do Oxo, na região do norte da Báctria, ou Transoxiana (atual Tajiquistão e Usbequistão).